# Ryūkyū (språk)

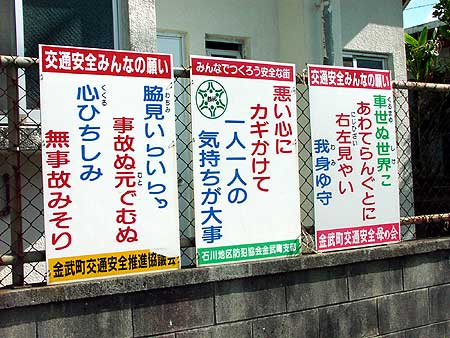
Trafiksäkerhetsplakat på okinawianska (vänster och höger) samt japanska (mitten) på Okinawa.

Ryūkyū är en grupp om flera närbesläktade språk i den ryukyu-japanska språkfamiljen som talas på Ryukyuöarna i södra Japan. Exakt hur många som talar språken är osäkert eftersom det inte finns någon statistik. Ryukyuöarna har en folkmängd på närmare 1,5 miljoner, men få personer under 50 år kan tala de inhemska språken.
Några av språken i språkfamiljen är amami, okinawianska, miyako, yaeyama och yonaguni. Okinawianska var officiellt språk i kungariket Ryūkyū, före införlivandet i Japan. Efter att under många år ha varit undertryckt av de japanska myndigheterna (vars ursprungliga hållning var att betrakta språken som japanska dialekter) är nu ryūkyūspråken, och då i synnerhet okinawianskan, på modet och går att studera på universitet.